# Myzobdella lugubris
Myzobdella lugubris är en ringmaskart som beskrevs av Joseph Leidy 1851. Myzobdella lugubris ingår i släktet Myzobdella och familjen fiskiglar. Inga underarter finns listade i Catalogue of Life.